# Географія торф'яних покладів

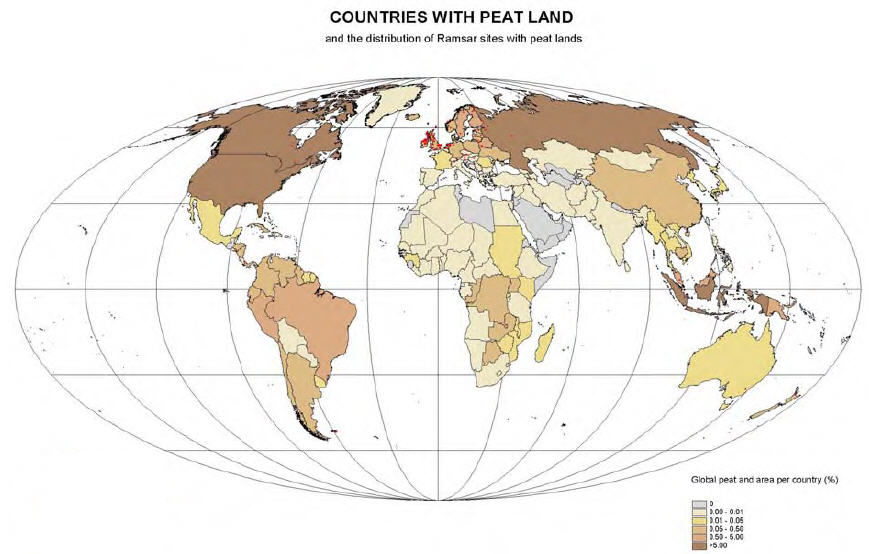
Запаси торфу за країнами світу

Поклади торфу знайдено в багатьох місцях по всьому світу, найбільші з них в Росії, Ірландії, Шотландії, на півночі Німеччини, в Скандинавії, Канаді та США (штати Мічиган та Флорида).
Більшість торф'яних покладів (близько 80 %) розташовані в верхніх широтах; близько 60 % всіх заболочених територій у світі мають запаси торфу. Найбільші торф'яні масиви зосереджені на великих низинах.

## Географія торф'яних покладів за країнами

### Європа

#### Білорусь
Торф'яні родовища Білорусі є найбільшими у всій Східній Європі (не враховуючі Росії) і займають площу близько 24 000 км². Найбільша формація торфу розташована на Прип'ятських болотах півдня країни та біля Мінська. В країні торф використовувався як паливо протягом багатьох років. Пік його використання в енергетиці припадає на 1970-ті та 1980-ті роки. Використання торфу як палива призупинилось в 1986 і надалі виробництво торфу обмежилось торф'яними брикетами, які йшли загалом на побутові потреби. Зі всього обсягу паливного торфу, що добувався, на 2001 рік це було приблизно 3 млн тонн на рік, 2 млн надходили на заводи з брикетування торфу. Споживання торфу теплостанціями становило близько 300 тис. тонн на рік. Решта торфу експортувалася або закуповувалася невеликими місцевими споживачами.
Станом на 2001 рік випуск торф'яних брикетів становив приблизно 1,7 мільйонів тонн, з яких близько 78 % йшли на потреби місцевого населення. У 2004 році уряд Білорусі розглянув питання про забезпечення країни паливом на період до 2020 року, в якому наголосив на необхідності активнішого використання власних енергоресурсів. Було вирішено майже в півтора рази збільшити видобуток торфу і зобов'язати районні житлово-комунальні господарства при обігріванні селищ і невеликих міст не менше чверті тепла отримувати за рахунок місцевих видів палива. Але попри те, що запаси торфу в Білорусі дуже великі, його видобуток і спалювання з метою отримання енергії обходиться дорожче, ніж, наприклад, використання природного газу.

#### Велика Британія

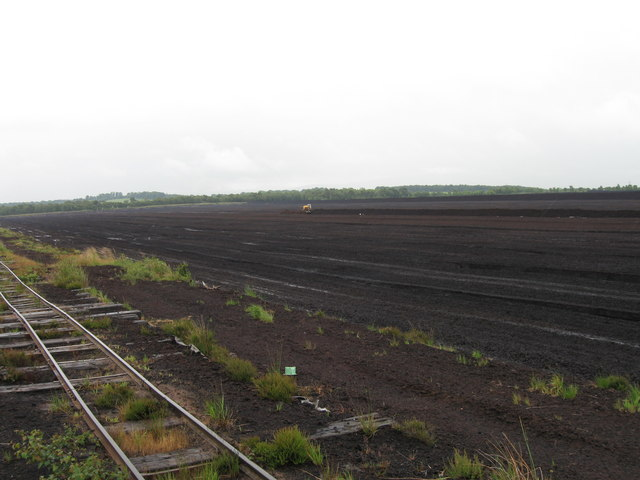
Видобуток торфу на Болтон Фелл, Велика Британія

Торф'яники у Великій Британії вкривають територію у 17 500 км². Більшість покладів зосереджені в північних та західних регіонах: 68 % в Шотландії, 23 % в Англії та 9 % в Уельсі. Загальна площа торф'яників в Британії приблизно в два рази більша аніж в Ірландії, але видобуток торфу значно менший: у Великій Британії промислово торф видобувається на території площею 5,4 тис.. га (що становить приблизно 0,3 % від загальної площі). Майже весь видобутий торф йде на потреби садівництва; існує досить суттєве споживання торфу як палива в сільських місцевостях Шотландії та Північної Ірландії. Велика Британія виготовляє на рік близько 20 тис. тонн висушеного повітрям торф'яного дерну для енергетичних потреб, частина якого експортується в Швецію.

#### Греція
Незважаючи на осушення значних ділянок колишніх трясовин та втрату більшої частини торфу внаслідок окислення та самозаймання, торф'яні ресурси Греції є значними. Найбільші поклади розташовані на півночі країни, в Філіппах (грецька Македонія) та Західній Македонії. Торф'яники Філіпп займають територію 55 км² і сягяють майже 190 м глибини — найглибший відомий поклад торфу у світі. Загальний резерв торфу в Греції оцінюється у 4 млрд тонн. Торф'яні поклади країни не розробляють комерційно ні для енергетичних, ні для сільськогосподарських, ні для будь-яких інших потреб. У минулому розроблялися схеми використання торфу для виробництва електроенергії у Філіппах які пізніше закинулі.

#### Данія
Людська діяльність, обробка та висушення земель зменшили початково великі площі торф'яних покладів Данії на 20-25 %. З існуючих 1 420 км² болотистих територій прісноводні торф'яники займають площу близько 1000 км², решта — це солоні болота та марші. Комерційний видобуток торфу дуже незначний: в 1995 році торф видобувався на території площею 1 200 га (100 000 тонн на рік). Майже весь видобутий торф використовується в садівництві.

#### Естонія
Торф'яники є особливістю топографії Естонії, займаючи близько 22 % її території. Вони розкидані по всій країні, а найбільші родовища розташовані на рівнинах. За приблизними оцінками запаси торфу в країні становлять 2,37 млн тонн і займають площу понад 9000 км².
Комерційно торф в Естонії видобувається на території приблизно 1 з території площею 60 км. Споживання торфу як пального коється в межах 350 тис. тонн на рік (більшість в брикетах). В Естонії є три заводи для виробництва брикетованого торфу потужністю 120 тис. тонн на рік.
Станом на 1999 рік вироблялось 106 000 тонн торф'яних брикетів на рік, що на 54 тис. тонн менше ніж в 1996році. 64 тис. тонн брикетів експортувались, а залишок залишався для внутрішнього споживання. Більша частина небрикетованого торфу витрачалася на обігрів та виробництво енергії. Естонія експортує незначну кількість (в 1999 році 31 тис. тонн) дернового торфу.

#### Ірландія

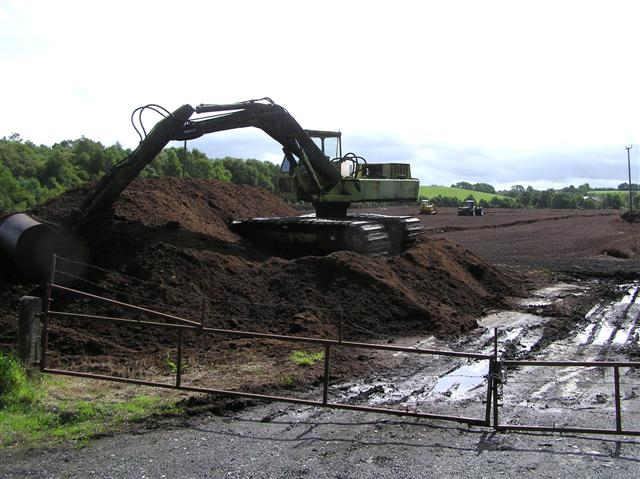
Видобуток торфу у Едендеррі, Ірландія

Торф'яні родовища Ірландії займають площу близько 12 000 км² (17 % площі країни). Найбільша поклади концентруються в центральних низовинах острова (англ. Midland 160 км². 
Plain). Використання торфу (ірл. turf) як палива в країні сягає сивої давнини. Перші писемні згадки датуються VIII сторіччям. Використання посилилось з XVII століття, коли ліси були зведені нанівець. Станом на 2004 рік видобувалось приблизно 4,4 млн тонн на рік. З них 70 % споживалось як паливо для електростанцій та для потреб сільського господарства, 16 % брикетувалося для потреб домогосподарств.
У 1946 році була утворена Ірландська агенція з розвитку торф'яної галузі (ірл. Bord na Móna), завдяки чому з'явились численні ТЕС та заводи з брикетування поблизу найбільших покладів сировини. Відбулася заміна старих ТЕС, що працювали на торфі. Компанією Edenderry Power Ltd у 2000 році була побудована новітня ТЕС у Клонбаложі (ірл. Cluain Bolg), графство Оффалі, потужністю 120 МВт. ТЕС Лох-Рі у місті Лох-Рі (ірл. Loch Ríbh) потужністю 100 МВт запущена у грудні 2004 року. ТЕС Західного Оффалі потужністю 150 МВт запущена у січні 2005 року.

#### Італія
Італія має значні запаси торфу, які розташовані в П'ємонті, Ломбардії та провінції Венеції на півночі країни. За приблизними оцінками ці запаси становлять 2,5 млрд тонн. На сьогодні торф як паливо в Італії не використовується, хоча використовувався в минулому, в основному під час війни — в період нестачі інших джерел енергії.

#### Ісландія
Торф'яники покривають 10 000 км² або 10 % всієї площі Ісландії. Вміст золи в ісландському торфі зазвичай дуже високий (10—35 %), що пояснюється частими осадами вулканічної попелу. Попри те, що торф традиційно використовувався в Ісландії як паливо, на сьогодні через 
якого експортується в Швецію.

#### Латвія
Торф'яники вкривають близько 6400 км², або майже 10 % території Латвії. Найбільші поклади розташовані на рівнинах сходу країни та в околицях Риги. Розвідано 473 млн тонн запасів торфу. Загальний же запас оцінюється у 324 млн тонн. Торф використовувався в Латвії як пальне протягом декількох сотень років. Пік споживання торфу зафіксований в 1973 році, коли обсяги споживаного паливного торфу дорівнювали 2 млн тонн. Станом на 1990 рік видобуток торфу впав на 45 % і продовжує скорочуватись, а на паливо споживалося лише 300 тис. тонн. Близько двох третин усього обсягу видобутого торфу споживається на ТЕЦ. Незначна кількість йде на теплостанції та виробництво торф'яних брикетів.

#### Литва
Торф'яники в Литві розташовані по території всієї країни, але більш скупчені на заході та південному сході. Споживання паливного торфу в країні зменшилося з 1,5 млн тонн станом на 1960 рік до 1 млн тонн в 1975 році, й лише 0,1 млн тонн станом на 1985 рік. Головні споживачі торфу — це теплові станції, заводи з виробництва торф'яних брикетів та населення. Останнє споживає майже весь обсяг вироблених в країні торф'яних брикетів.

#### Німеччина

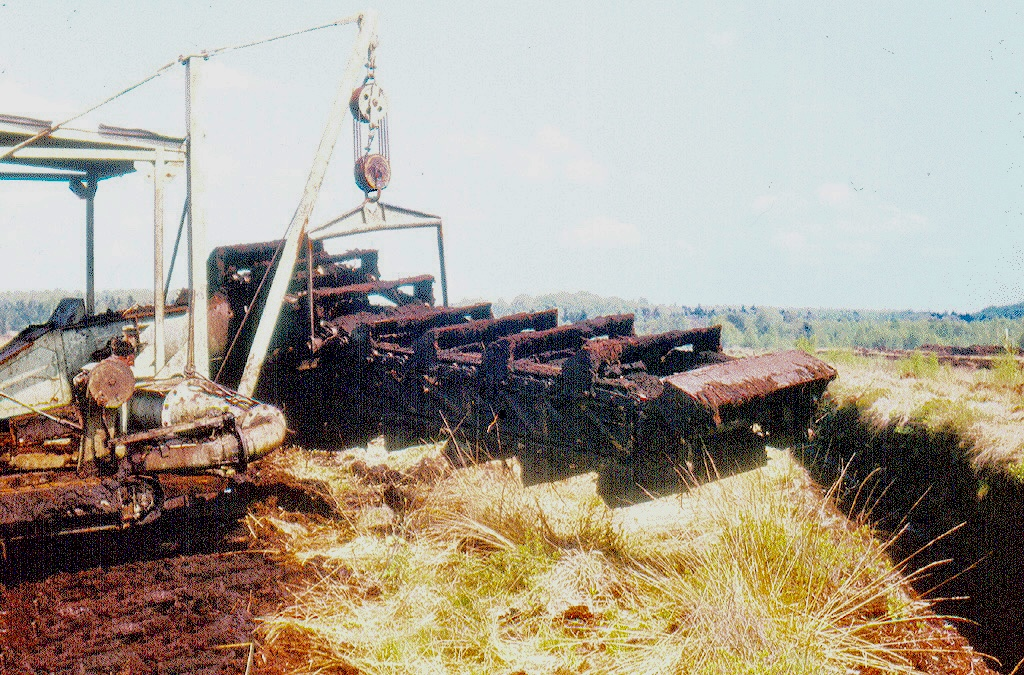

Торф'яні родовища Німеччини займають близько 14 000 км² і містять приблизно 157 млн тонн торфу. Основна частина торф'яників розташована в північних землях Нижньої Саксонії, Макленбургу-Західній Померанії та Бранденбурґу. Більшість боліт в країні було висушено: близько 60 % осушеної території було передано на потреби сільського господарства (головним чином під луги та пасовища) і лише на 10 % з них видобувається торф. Споживання видобутого торфу на енергетичні потреби в Німеччині є дуже незначним і майже все виробництво орієнтоване на потреби сільського господарства та садівництва та випуск активованого вугілля. Експортує незначну кількість енергетичного торфу.

#### Норвегія
Торф'яники займають близько 24 000 км² території країни, але видобуток торфу останніми роками відносно незначний. Традиційно торф використовувався як паливо на узбережжі. Неконтрольований його видобуток довів до руйнування торф'яників та екологічних наслідків, після чого в 1949 році було прийнято законодавство, яке регулює і контролює видобуток торфу. На сьогодні майже весь торф, який видобувається в Норвегії, йде на потреби садівництва.

#### Польща
Більшість торф'яних покладів в Польщі розташовані на сході та півночі країни. Вони займають територію приблизно 12 000 км². Розвідані запаси торфу в країні становлять 40 млн тонн, тоді як загальні запаси оцінюються на 5,4 млрд тонн. Як паливо торф найбільше використовувався відразу після Другої Світової війни. Тоді ж існувало незначне виробництво торф'яних брикетів та торф'яного коксу. До середини 1960-х років енергетичне значення торфу значно зменшилось. На сьогодні торф в Польщі використовується, переважно, для потреб сільського господарства та садівництва.

#### Румунія
В Румунії торф'яники займають площу всього 70 км². Ресурс оцінюється у 25-35 млн тонн. Останніми роками споживання торфу обмежувалося побутовим та сільськогосподарським секторами; використання торфу для потреб енергетики становило лише декілька тисяч тонн на рік.

#### Україна
В Україні торф'яники займають площу більше 10 000 км². Більше половини з них розташовані в Поліссі на півночі країни, де вони займають близько 6,4 % території. Одним з них є родовище «Морочно-1», Дубровицького району Рівненської області. На ліцензованих площах даного родовища веде роботи з видобування торфу фірма «Рекорд». Інша велика територія торф'яних покладів розташована в лівобережній частині середньої частини долини Дніпра.
Видобуток і виробництво торфу зросли за часів перебування України в складі Радянського Союзу, сягнувши 7,5 млн тонн в 1970 році. Тоді 73 % видобутого торфу використовувалося в сільському господарстві і 27 % йшло на енергетичні потреби. За роки незалежності видобуток енергетичного торфу впав і становить менше мільйона тонн на рік; більшість його брикетується і йде на побутовий обігрів осель.

#### Фінляндія
Загальна площа торф'яників Фінляндії становить приблизно 89 000 км². Торф'яні родовища розташовані по всій країні, але мають найбільшу щільність на заході та півночі країни. За даними фінського комітету Світової енергетичної ради (World Energy Council) на кінець 1999 року розвідані запаси торфу в Фінляндії становили близько 850 млн тонн. Загальна ж кількість торфу оцінювалася на 2,2 млрд тонн. Торф'яні родовища, потенційно придатні для комерційної експлуатації, займають площу близько 6220 км². З них 22 % це торф високого ґатунку придатний для садівництва та меліорації. Інші 78 % придатні для виробництва паливного торфу. У 1995 році загальна територія, задіяна під потреби виробництва торфу становила лише 530 км², з яких на 2,58 тис. га видобувався паливний торф і на 0,21 тис. га — неенергетичний торф. На 1998 рік ТЕЦ Фінляндії споживали відповідно 48 % та 22 % від загального обсягу видобутого паливного торфу, промисловість споживала 25 %, 4 % йшли на потреби котелень і 1 % — на сільське господарство та побутове використання.

#### Швеція
Торф'яні родовища Швеції (64 000 км² з шаром торфу більше 30 см) — другі за розмірами в Західній Європі після Фінляндії. Поклади розташовані на всій території країни (найбільші скупчення на півночі). За даними світового енергетичного комітету розвідані обсяги торфу в Швеції сягають 700 млн тонн. Протягом останніх років видобуток торфу в країні становив 1 млн тонн на рік з незначними коливаннями з року в рік. Станом на 1998 рік ТЕЦ Швеції споживали близько 61 % від всього видобутку, котельні — 37 %, та промисловість — решту 2 %.
Найбільше підприємство з видобутку торфу розташоване біля міста Свег (швед. Sveg), що в центральній частині країни. Воно постачає сировину на неподалік розташований завод з виробництва торф'яних брикетів (єдиний в країні). Завод має потужність 300 тис. тонн на рік і виробляє щорічно близько 220 000 тонн.
Використання торфу для побутових потреб в Швеції завжди було незначним. Його виробництво для отримання енергії почалося в XIX сторіччі і, сягнувши піку під час Другої Світової війни, спало майже до нуля в 1970 році. В середині 1980-х років розпочалася нова хвиля використання торфу для електро- та теплостанцій і сьогодні вони є основними його споживачами. Швеція імпортує невеликі обсяги брикетованого торфу з Естонії та дерновий торф з Великої Британії.

### Азія

#### Індонезія
Найбільші торф'яники розташовані в тропічній зоні Індонезії (в низинах островів Нова Гвінея, Калімантан та Суматра) і за розмірами вони займають четверте місце у світі. Впродовж 1985—1989 років проводився аналіз економічної доцільності використання торфу як палива для виробництва електроенергії на Калімантані. За його результатами не було розпочато жодного проекту, але на Суматрі діють невеликі електростанції, які працюють на цьому виді палива. Станом на 1998 рік розвідані запаси торфу становили близько 49 млн тонн. Споживання торфу на енергетичні потреби (за даними 1996 року) становило 520 тис. тонн на рік.

#### КНР
Торф'яники поширені по всій території країни, але не мають значного впливу на топологію Китаю, оскільки займають приблизно 0,1 % від загальної території. Основні торф'яні території розташовані в районі плато Квінгзанг на південному заході, в горах на північному-сході та в долині Янгтзе на сході. Торф у країні використовується для різноманітних потреб, в тому числі і енергетичних, починаючи з 1970-х років. Торф частково використовується в промисловості (наприклад, виготовлення цегли), але більшість його йде на побутові потреби. Невідомо скільки торфу споживається населенням як паливо. Станом на 1990 рік виробництво і споживання торфу в Китаї становило 600 тис. тонн на рік.

#### Росія
Загальна площа торф'яних родовищ Російської Федерації становить близько 568 000 км², при цьому вони нерівномірно розкидані територією країни. Найбільші торф'яні поклади зосереджені в північно-західній частині Європейської Росії, в західному Сибіру, біля західного узбережжя Камчатки та у декількох інших віддалених східних регіонах. Сибірські торф'яники складають майже 75 % загальних запасів торфу Російської Федерації, загальні торф'яні ресурси якої оцінюються в 186 млрд тонн (другі за розміром у світі після Канади).
Велика частина торфу використовується для потреб сільського господарства та садівництва. Як паливо для промислових потреб торф видобувався в Росії впродовж сотні років. У 1920-х роках різко збільшилось використання торфу для генерування електроенергії. Станом на 1928 рік майже 40 % енергії вироблялось з торфу. З часом частка торфу в виробництві енергії зменшувалась і з початку 1980-х років не перевищувала 1 %. На сьогоднішній день близько 5 % торф'яників, що розробляються використовуються для виробництва палива, що становить близько 3 млн тонн на рік.

### Африка

#### Бурунді
Бурунді має суттєві запаси торфу, площа яких становить близько 140 км². Головні поклади залягають під болотами Акан'яру (англ. Akanyaru) на півночі країни. Вони вкривають територію 123 км² та за приблизними оцінкам містять близько 1,42 млрд м³ торфу. Розвідані обсяги торфу станом на 1992 рік становили 56 млн тонн. Торф був запропонований як альтернативна заміна деревини у паливному балансі країни, щоб зменшити вирубку лісів. Паливний торф в Бурунді виготовляється напівручними методами в чотирьох місцях по всій країні, але основне використання торфу все ж таки залишається за сільським господарством. За даними ООН щорічне виробництво і споживання торфу в Бурунді становить 12 тис. тонн.

### Північна Америка

#### Канада
Загальна площа торф'яників в Канаді становить більше 1,1 мільйона км² і є найбільшою з усіх країн. Поклади торфу розташовані на всій території країни, але найбільші з них в Північних Територіях (23 % від загальних по Канаді), Онтаріо (20 %) та Манітобі (19 %). Запаси торфу є величезними: розвідано більше мільярда тонн і загальна кількість, за приблизними оцінками, становить близько 300 млрд тонн. У Канаді проводилися численні дослідження та оцінка потенційного використання торфу як палива, але в наш час не існує і не передбачається в майбутньому жодних енергетичних проектів, що базуються на торфі. Канада є великим виробником і експортером торфу для садівництва.

#### США
У США станом на 1995 рік, територія вкрита торф'яними ґрунтами становила близько 214 000 км², з яких 50 % було розташовано на Алясці. В головній частині Сполучених штатів найбільші торф'яні поклади зосереджені в північних штатах Міннесота, Мічиган, Вісконсин та вздовж східного узбережжя від штату Мен до Флориди та вздовж Мексиканської затоки аж до Луїзіани.

### Південна Америка

#### Аргентина
В Аргентині 95 % всіх запасів торфу зосереджено на півдні країни, на Ісла Гранде де Тієрра дель Фуеґо, головному острові архіпелагу Тієрра дель Фуеґо (Вогняна Земля), де торф'яники займають площу 500 км². Існують окремі родовища на плоскогір'ях аргентинських Кордильєр та по всій країні. Але промислова розробка майже повністю зосереджена на Вогняній Земля, де видобувають досить незначну кількість торфу (близько 3000 м³ на рік). Видобутий торф майже повністю використовується лише для потреб сільського господарства. Запаси торфу країні складають, за різними оцінками, від 90 до 140 млн тонн.

#### Бразилія
Вважається, що площа торф'янних родовищ у Бразилії становить щонайменше 15 000 км², що робить її найбільшою в Південній Америці за цим показником. Значні поклади зосереджені в Середній Амазонці та на великій болотистій рівнині Пантанал біля болівійського кордону. Менші родовища залягають на узбережжях індустріалізованого південного сходу та на півночі штату Баїя. Попередні дослідження торф'яників Бразилії проводилися в 1980-х роках. За деякими оцінками загальні обсяги торфу в Бразилії становлять 25 млрд тонн. За даними міністерства шахт та енергетики Бразилії на кінець 1999 року торф'яні ресурси країни, що перебували на його обліку, становили трохи більше 129 млн тонн, а їх загальна кількість оцінювалася на 358 млн тонн. Виробництво паливного торфу в Бразилії не розвинене.